# 上高津貝塚
座標: 北緯36度04分37秒 東経140度09分58秒 / 北緯36.07694度 東経140.16611度

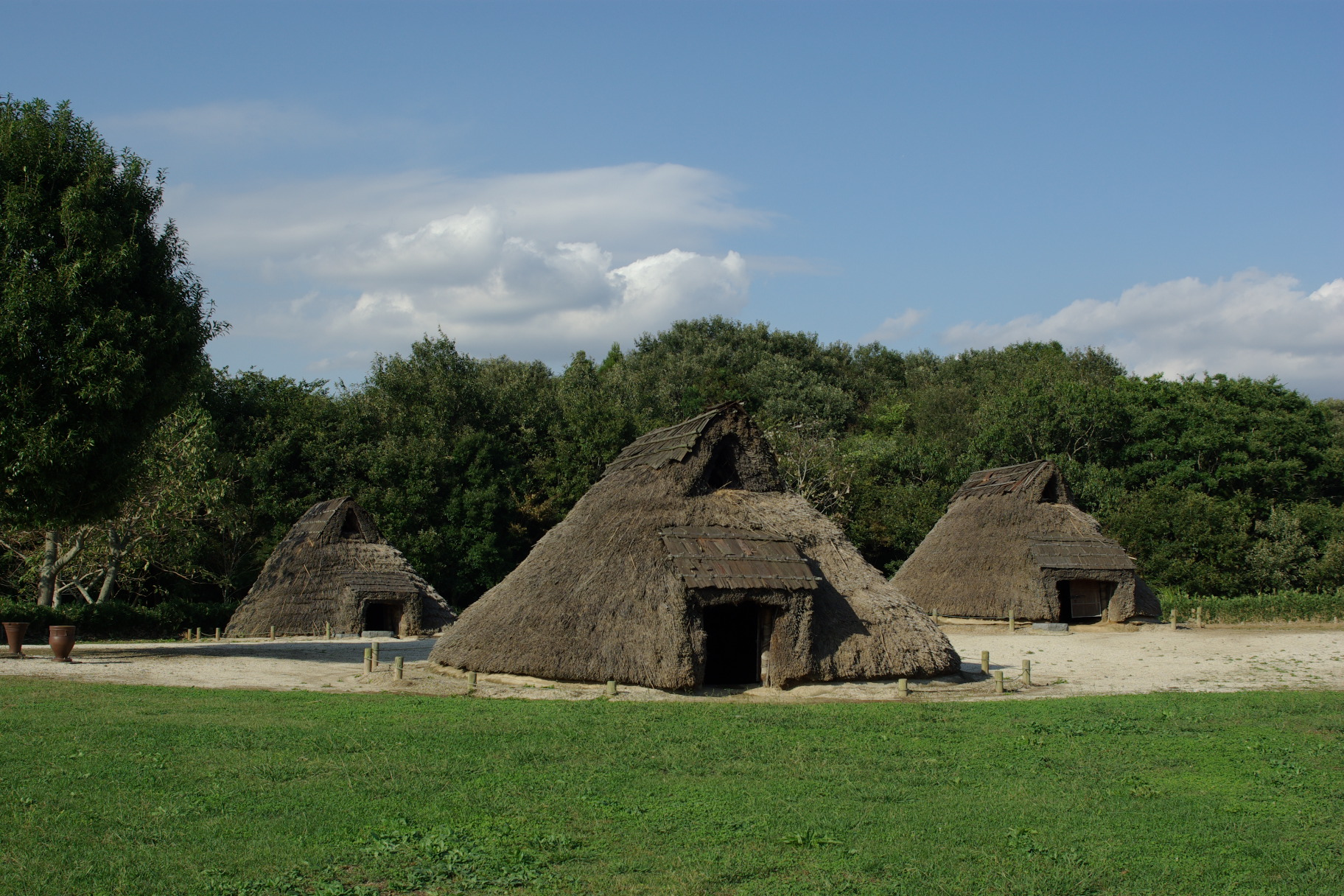
復元された上高津貝塚の竪穴建物

上高津貝塚（かみたかつかいづか）は、茨城県土浦市宍塚・上高津・中高津にある縄文時代の貝塚を伴う集落遺跡。国の史跡に指定され、出土製塩土器は土浦市指定有形文化財に指定されている。

## 概要と調査経緯
霞ヶ浦に流入する桜川の河口から4キロほどさかのぼった右岸、標高20メートルほどの位置にある、縄文後・晩期の集落遺跡である。遺跡は長径190メートル、短径120メートルほどの範囲に馬蹄形に広がり、A・B・C・D・E地点と名付けられた5か所の地点貝塚が存在する。
上高津貝塚についてはすでに明治時代から調査が開始されていた。1900年に島田増次郎が行った調査を嚆矢とし、1906年には大衆小説家の江見水蔭、1930年には考古学者の大山柏が調査を行っている。昭和戦後期になると1953年に慶應義塾高等学校考古学会、1968・1969年に慶應義塾大学考古学研究会と東京大学総合研究資料館がそれぞれ調査を実施している。
上高津貝塚では、縄文早期および前期の土器も出土しているが、この時期にはまだ集落は形成されていない。竪穴建物の遺構がみられ、土器がまとまった量で出土するのは、縄文中期後半の加曽利E式期以降である。この時期には台地上に集落が形成されたが、貝層はまだ見られない。A地点の貝層が形成されるのは後期前葉の堀之内2式期からである。後期後葉の加曽利B式期はA地点貝層の最盛期であった。後期後葉から晩期前葉になると、A地点の貝層形成も続くが、中心はB地点に移る。晩期中葉になると遺物の出土が激減し、貝層の形成はみられなくなる。

## 魚貝種について
貝類を種別にみると、量的にはヤマトシジミが圧倒的に多く、ハマグリ、オキシジミ、シオフキがこれに次ぎ、マガキ、サルボウなどもみられる。腹足類の出土は少ない。ハマグリの殻の成長線分析により、上高津では年間を通じてハマグリの採取が行われたが、特に4月から6月にかけてがピークであったという所見が得られている。
魚骨は、発掘調査で確認されたものはスズキ、クロダイなどが多く、他にサメ、トビエイ、マダイ、コチなども確認されている。一方、水洗選別法（土壌サンプルを水洗しながらフルイにかけ、微細な遺物を抽出する）による調査では結果が異なり、小型魚の骨が多数検出された。水洗選別法で多数検出された魚種はイワシ類（カタクチイワシと、魚種不明のニシン亜目魚類を含む）、ウナギ、サヨリ属、マハゼなどである。
確認された魚貝種には、コイ、ウナギのような淡水性または一生の大部分を淡水で過ごすもの、マダイ、トラフグのような外洋性のものもあるが、上高津の縄文人がもっとも頻繁に利用していたのは、貝類ではヤマトシジミとハマグリ、魚類ではイワシ類、サヨリ属、マハゼなど、いずれも汽水性または沿岸性の種である。これらの魚貝種は、現代の環境では、利根川下流などの感潮域で見出されるものである。現在の霞ヶ浦ではワカサギ、コイ科など淡水性の種が主体であるが、縄文時代の霞ヶ浦は環境が大きく異なり、古鬼怒湾と呼ばれる内海の一部であったことが裏付けられる。なお、マダイ、トラフグのような外洋性の魚種については、縄文人が交易等の方法で入手していたのか、上高津近辺にこれらの魚種が生息できる環境があったのか、検討の余地がある。

## 土器製塩
内湾であった縄文時代の霞ヶ浦沿岸では、土器による製塩が行われ、上高津貝塚でも縄文晩期の製塩土器が出土している。E地点貝塚からは大型炉が検出され、これとともに出土した無文の粗製土器やそこに付着した白色の物質の分析結果から、この炉は製塩関連遺構であるとみられていた。しかし、2019年に土浦市教育委員会が刊行した調査報告書は、この大型炉を製塩に結び付けることについて懐疑的意見のあることを紹介している。同報告書は、無文土器の付着物の元素分析の結果は、当該付着物が海水由来であることを積極的に肯定させるものではないとしている。

## 文化財

### 国の史跡
- 上高津貝塚 - 1977年（昭和52年）10月4日指定[10]。

### 土浦市指定文化財
- 有形文化財
  - 上高津貝塚出土製塩土器 - 上高津貝塚ふるさと歴史の広場保管。2025年（令和7年）3月28日指定[11]。